# Quaderns d'Arquitectura i Urbanisme
Quaderns d'Arquitectura i Urbanisme és una publicació realitzada pel Col·legi Oficial d'Arquitectes de Catalunya i Balears. Els seus primers editors van ser Cèsar Martinell i Manuel de Solà-Morales, i el primer número va aparèixer el 1944. Inicialment el seu nom era en castellà Cuadernos de Arquitectura, entre 1944 i 1970 (ISSN 0011-2364), moment en què es canvià a Cuadernos de Arquitectura y Urbanismo, i no fou fins al 1981, després d'un breu període de 4 anys sense publicar-se, que adoptà el seu nom en català.
La revista es va especialitzar en el moviment eclèctic, publicant articles sobre els treballs d'Alomar, Cirici, Cirlot, o Bohigas, entre altres arquitectes i enginyers. També va realitzar diversos monogràfics dedicats a personatges com Domènech i Montaner el 1963 o al grup ADLAN el 1970. La publicació es va interrompre entre 1977 i 1981, data en què adoptaria el seu títol definitiu en català.